# Louis Boulanger
Louis Boulanger, född 11 mars 1806 och död 7 mars 1867, var en fransk konstnär.
Boulanger framträdde redan med sin debut 1827 i det främsta ledet av den unga romantiska skolan. Han verkade som porträtt-, genre- och historiemålare samt även som litograf. Från 1860 var Boulanger ledare för akademin i Dijon.